# Ctenus ensiger
Ctenus ensiger este o specie de păianjeni din genul Ctenus, familia Ctenidae, descrisă de F. O. P.-cambridge, 1900. Conform Catalogue of Life specia Ctenus ensiger nu are subspecii cunoscute.